# Leutersdorfer Wasser
Das Leutersdorfer Wasser, auch Leutersdorfer Bach, volkstümlich die Schnauder ist ein linksseitiger Zufluss der mittleren Mandau mit einer Länge von 9 km in der Stadt Seifhennersdorf des ostsächsischen Landkreises Görlitz.

## Beschreibung
Das Leutersdorfer Wasser entsteht am Rande des welligen Wasserscheidenplateaus von Neugersdorf-Walddorf. Seine Quellwasser sammeln sich nördlich von Neuwalde im Schwarzen Teich. Der in seinem Oberlauf Grundwasser oder Bittersbach genannte Wasserlauf fließt anfänglich mit nordöstlicher Richtung durch den Grund zwischen Hetzwalde und Neugersdorf. Am Beerberg ändert der Bach seine Richtung und fließt vorbei an Kamerun und der Schamotte in einem weiten Boden um den Hetzwalder Berg (früher Löfflerscher Berg) nach Neueibau.
Mit südlicher Richtung durchfließt das Leutersdorfer Wasser die Leutersdorfer Ortslagen Oberleutersdorf, Mittelleutersdorf und Niederleutersdorf, und wird danach von der Bahnstrecke Mittelherwigsdorf–Varnsdorf–Eibau überquert. Am nördlichen Fuß des Großen Steines nimmt der Bach bei Josephsdorf und Folge südwestliche Richtung und fließt südlich von Neuleutersdorf durch die wüste Teichstätte des Seifenteiches.
Unterhalb des Dammes des gebrochenen Teiches erreicht der Bach am Mönchsberg die Gemarkung der Stadt Seifhennersdorf. Mit südwestlicher Richtung durchfließt er die Ortslage Seifen. Unterhalb der Einmündung des Gründels erreicht er die Ortslage Scheibe, wo der Bach wieder südliche Richtung nimmt. Der Bach mündet in Seifhennersdorf oberhalb der Zollstraßenbrücke in die Mandau.
Der Oberlauf des Leutersdorfer Wassers ist naturbelassen. In Leutersdorf und Seifhennersdorf ist der Bach ausgebaut und in hohe Natursteinmauern gefasst, er wird von zahlreichen Brücken und Stegen überquert.